# Искусство Тибета

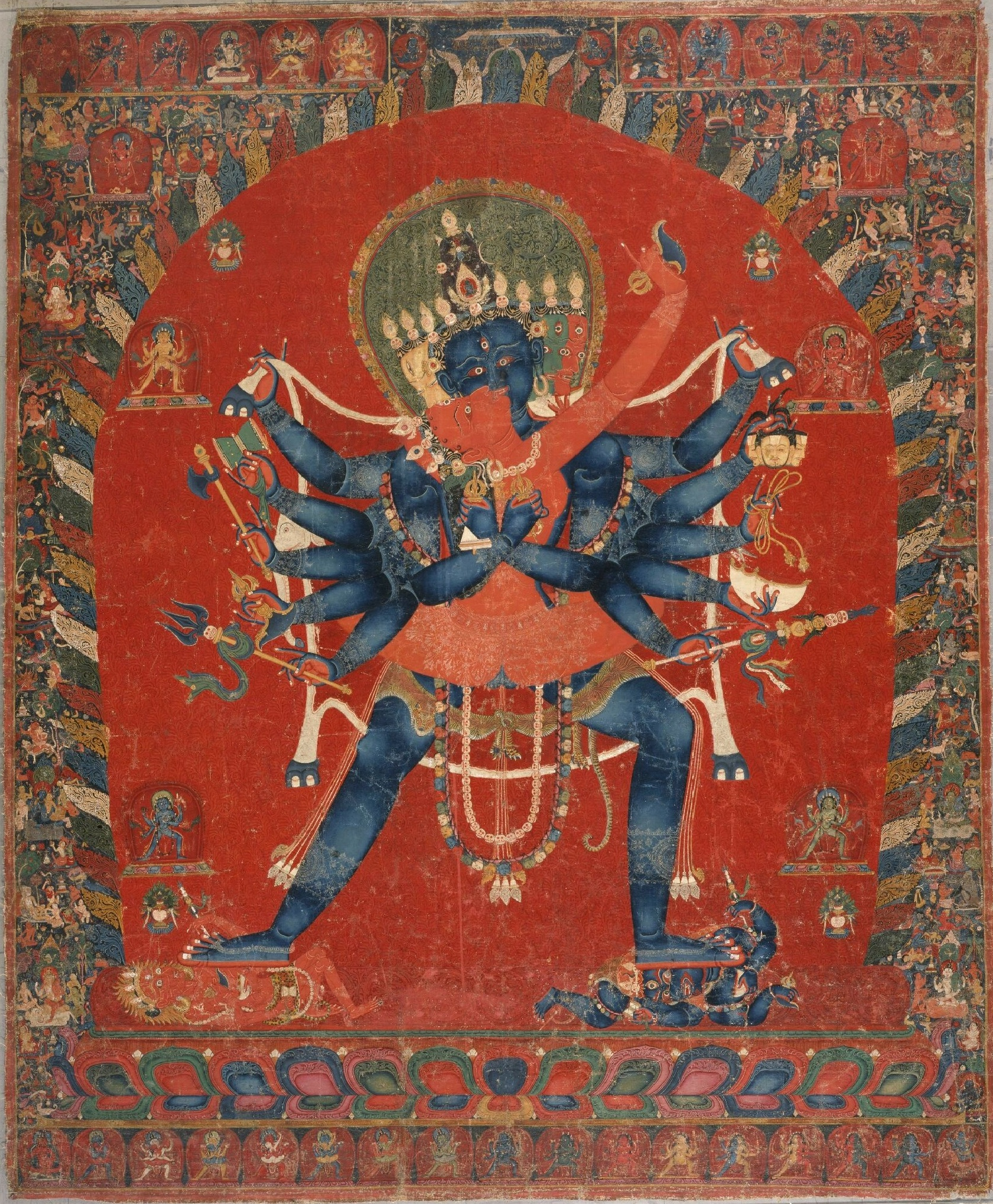
Буддийские божества Чакрасамвара и Ваджраварахи. Танка XV в. Музей искусства, Лос Анджелес.

Искусство Тибета — художественное творчество, которое развивалось в различных государствах и княжествах, существовавших на территории Тибета в разных формах с древности по 1951 год.
Тибет представляет собой огромный горный массив, с древних времён окружённый тремя великими цивилизациями — иранской, индийской и китайской, которые к моменту появления первого тибетского государства насчитывали уже не одно тысячелетие своего развития. В силу этого, раннее тибетское искусство находилось под влиянием разных тенденций этих трёх мировых культур.
Самые ранние памятники тибетского искусства восходят к эпохе неолита. Именно этим временем (IV—III тысячелетие до н. э.) датируются наскальные изображения животных — яка, лошадей, антилоп, изображения птиц и людей, найденные в Тибете. Более поздние наскальные рисунки отображают сцены охоты.
С формированием раннего тибетского государства, которым правила династия Ярлунг (I—II вв. до н. э. — 846 г. н. э.), появилось искусство, связанное с доминировавшей в то время религией бон. Для правителей этой династии строились каменные гробницы, а в похоронных ритуалах использовалась параферналия, созданная тибетскими мастерами — трон из сандалового дерева, золотая статуя правителя, которая размещалась на нём, а также серебряные гробы для погребения останков. Рядом с гробницами устанавливались каменные статуи львов, в стилистике которых исследователи усматривают китайское влияние.
Серьёзные перемены в тибетском искусстве произошли в VII веке с приходом буддизма. Стали строиться первые храмы и монастыри, которые украшались скульптурами и живописью. Мастера, прибывшие в Тибет из Индии, принесли с собой более развитые технологии производства предметов искусства. Эти технологии, а также становление тибето-буддийского пантеона и оригинальной тибето-буддийской науки, привели к появлению самобытного тибетского искусства. Существует несколько точек зрения, относительно того, когда тибетское буддийское искусство «отпочковалось» от различных иностранных влияний и стало «самостоятельным». Наиболее логичным представляется мнение английского искусствоведа Р. Фишера, который считает, что самостоятельное тибето-буддийское искусство сложилось тогда, когда оно «…достигло идентичности, соответствующей культуре», то есть, стало обретать формы, необходимые для удовлетворения потребностей складывающейся религиозной культуры, которая в Тибете представляет собой смесь буддизма и местных шаманский верований. Если для изображения буддийских божеств существовала разработанная в Индии иконография, то для изображения тибетских местных божеств, которые были включены в буддийский пантеон, иконография разрабатывалась непосредственно в Тибете. Таким образом, формирование оригинального тибетского буддийского искусства можно отнести к концу X века. Подобно любому национальному искусству оно было синтетическим и включало влияние разных иноземных традиций.
В отличие от архитектуры Тибета, в рамках которой естественным образом существуют не только религиозные, но и светские сооружения, изобразительное искусство Тибета носит исключительно религиозный характер; оно основывается на буддийской истории и мифологии, а также истории и мифологии религии бон.

## Архитектура

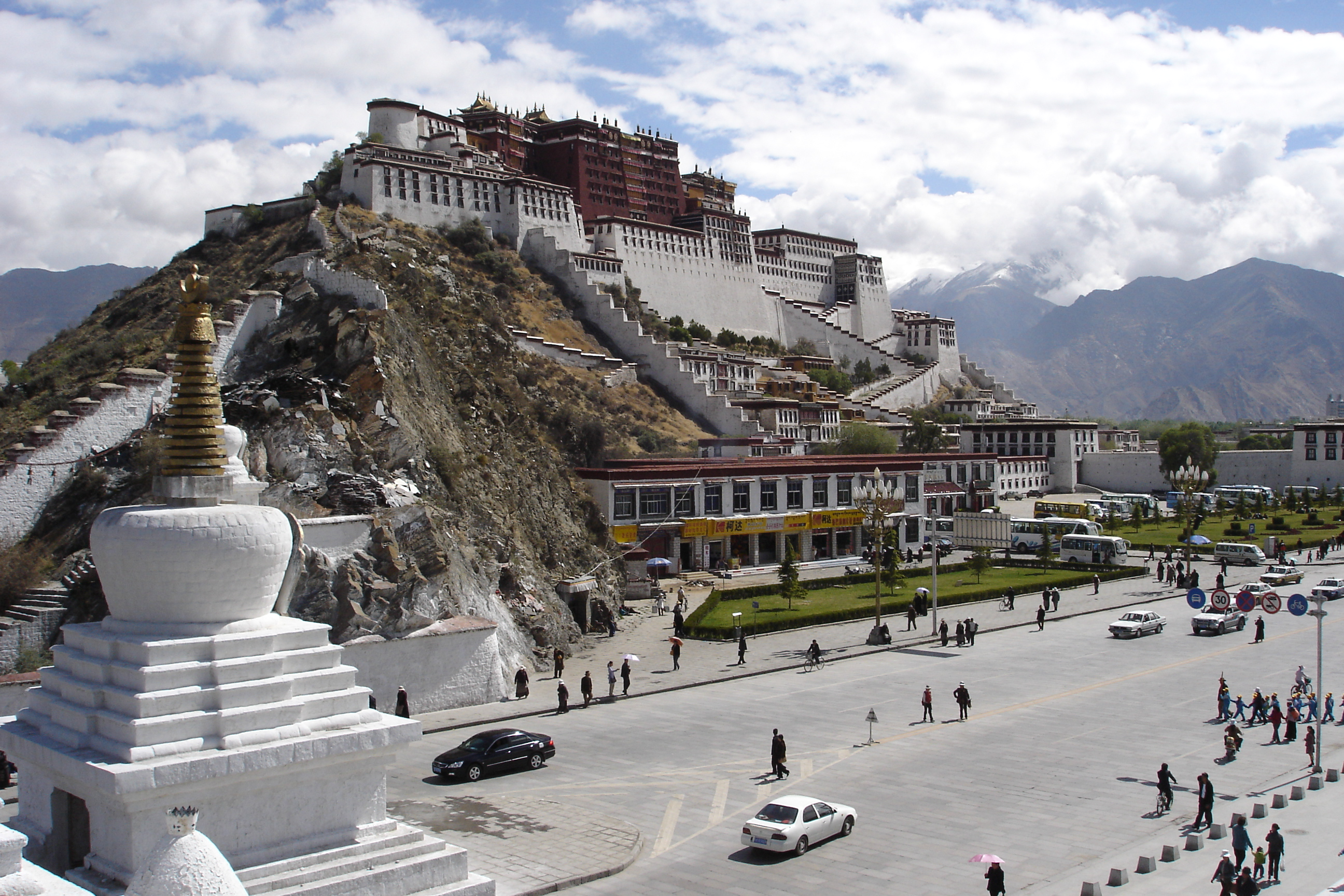
Дворец Потала. XVII в., Лхаса. На переднем плане — большой чортен.

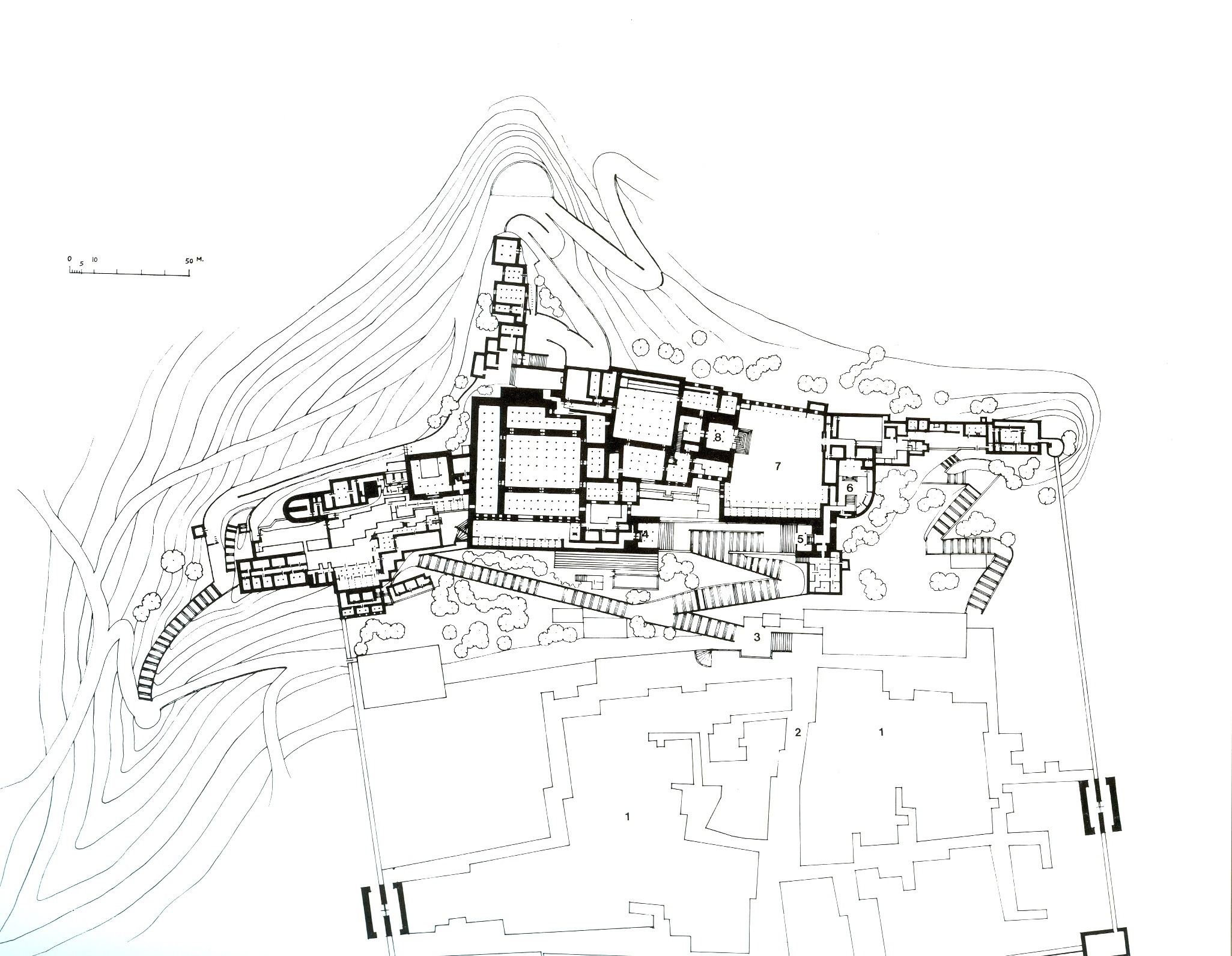
План дворца Потала. XVII в. 1. Город Лхаса 2. Улица Ветров 3. Высокая платформа 4.Западные ворота 5. Восточные ворота 6. Малый двор 7. Большой двор 8. Белый дворец

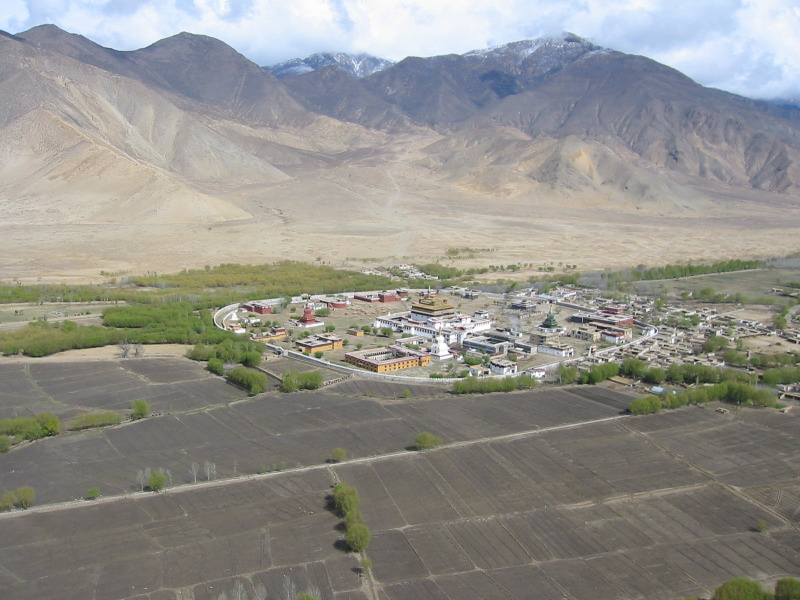
Монастырь Самье. Построен в VIII в. в форме мандалы.

В связи с тем, что на ранних этапах своей истории большая часть населения Тибета принадлежала кочевой культуре, базовым элементом тибетской архитектуры являлась круглая кочевая юрта. От периода ранних тибетских царей из династии Ярлунг (I—II вв. до н. э. — 846 г. н. э.) сохранились каменные гробницы, также имеющие круглую форму. Вероятно, загробное жилище царей повторяло по форме их прижизненное обиталище. Позднее тибетские князья, наряду с использованием юрт, строили каменные крепости, служившие надежной защитой в период войн. С развитием тибетской цивилизации строительство обрело более разнообразный и усложнённый характер, как функционально, так и технологически.
Тибетские архитектурные сооружения разделяются по своим функциям на три основные типа: жилище крестьянина-фермера, светский дворец-крепость, и храм (монастырь).
Жилище фермера — это обычно каменный дом в три этажа, в нижней части которого размещался скот, на втором этаже — хранилище продуктов и корма для скота, а на верхнем жили люди. К верхнему этажу часто пристраивалась веранда или балкон, который своей лёгкостью контрастировал с массивными стенами дома. У фермерского дома обычно несколько маленьких окон и плоская крыша. Перед фронтоном дома располагался двор (иногда он был довольно большой, и окружал дом со всех сторон).
Крепости, которые строили тибетские князья, как правило, возводились на склоне горы и имели несколько этажей. Эти крепости одновременно служили для тибетской аристократии дворцами. Шедевром такого типа сооружения является знаменитый дворец Потала в Лхасе, возведённый в XVII веке — он служит одновременно крепостью, монастырём и дворцом для далай-лам. Тибетские дворцы-крепости имеют лаконичную прямоугольную форму, немного сужающуюся кверху; полагают, что их архитектура развилась из простого фермерского дома. Такого типа архитектуру тибетцы возводили столетиями, ничего по существу в ней не меняя.
Здания тибетских монастырей в архитектурном отношении также следовали прямоугольной сужающейся кверху форме. Их строили из камня или сушёного на солнце кирпича, с узкими окнами, закрытым двориком и стенами, выкрашенными в белый цвет. Несмотря на то, что буддизм в Тибет пришёл одновременно из Индии и Китая, архитектура тибетских монастырей отличается от индийских и китайских прототипов, неся в себе всё ту же матрицу обычного фермерского дома. Однако каркасы зданий имеют сходные черты с китайской архитектурой периода Тан (618—907), а деревянные резные колонны внутри храмов ведут своё происхождение из индийской храмовой архитектуры.
Буддийская архитектура Тибета в свою очередь делится на три основных элемента: два функциональных и один символический. Все три пришли из Индии, влияние науки и искусства которой на ранних этапах распространения буддизма в Тибете было очень велико. Первым функциональным элементом буддийской архитектуры является место для молебнов и медитаций монахов (чайтья), вторым — место, где непосредственно жили сами монахи (вихара). Третьим (символическим) элементом является чортен, который представляет собой тибетскую разновидность индийской ступы (или дальневосточной пагоды). Чортен является предметом поклонения, это сооружение куполообразной формы, в которое заключался волос Будды или какие-то иные священные буддийские реликвии (в более позднее время в чортенах хоронили выдающихся монахов). Чортены имели самые разные размеры, от небольших настольных статуй, до огромных архитектурных сооружений, вокруг которых совершался ритуальный обход.
Традиционный тибетский монастырский комплекс, особенно в ранний период, в своём наземном плане следовал схеме мандалы. Симметричный план архитектуры монастырей был отражением космологических представлений о вселенской гармонии с горой Меру в центре мира. В XVII—XVIII веках конфигурация мандалы уступила место иерархической системе, где верхние этажи имели более важное значение — они были местом проведения наиважнейших ритуалов, а двор предназначался для второстепенных церемоний, таких, например, как ритуальные танцы. В дальнейшем слияние религиозной и светской власти, произошедшее с объединением Тибета под властью ордена Гелуг, привело к синтезу дворцового и монастырского зодчества, как это нашло отражение в архитектуре дворца Потала в Лхасе.
Самые ранние экземпляры тибетской буддийской архитектуры, созданные первыми царями династии Ярлунг, не сохранились (по крайней мере, в своёй первоначальной форме). Наиболее ранние из сохранившихся храмов — Самъе, и Рамоче (Лхаса) также мало содержат в себе от первоначальных форм. Ранние храмы на западе Тибета находятся в разрушенном состоянии (напр. от большого монастырского комплекса Тхолинг, построенного ок. 1000 года сохранилось только два здания). Большинство тибетских монастырей было безжалостно разрушено в ходе китайского вторжения и «культурной революции» 1960-х годов (по оценкам западных специалистов — более 90 %).

## Скульптура

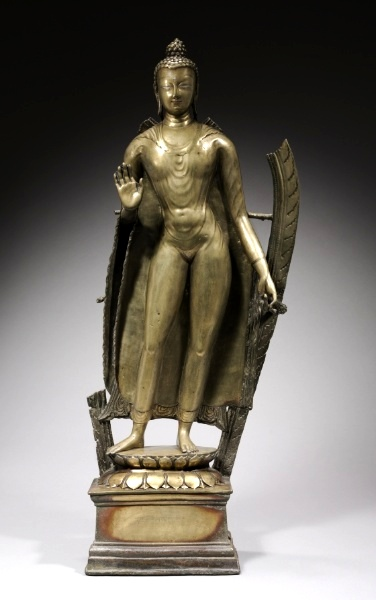
Будда Шакьямуни. 998—1016 гг. Кашмирский стиль. Музей искусства, Кливленд.

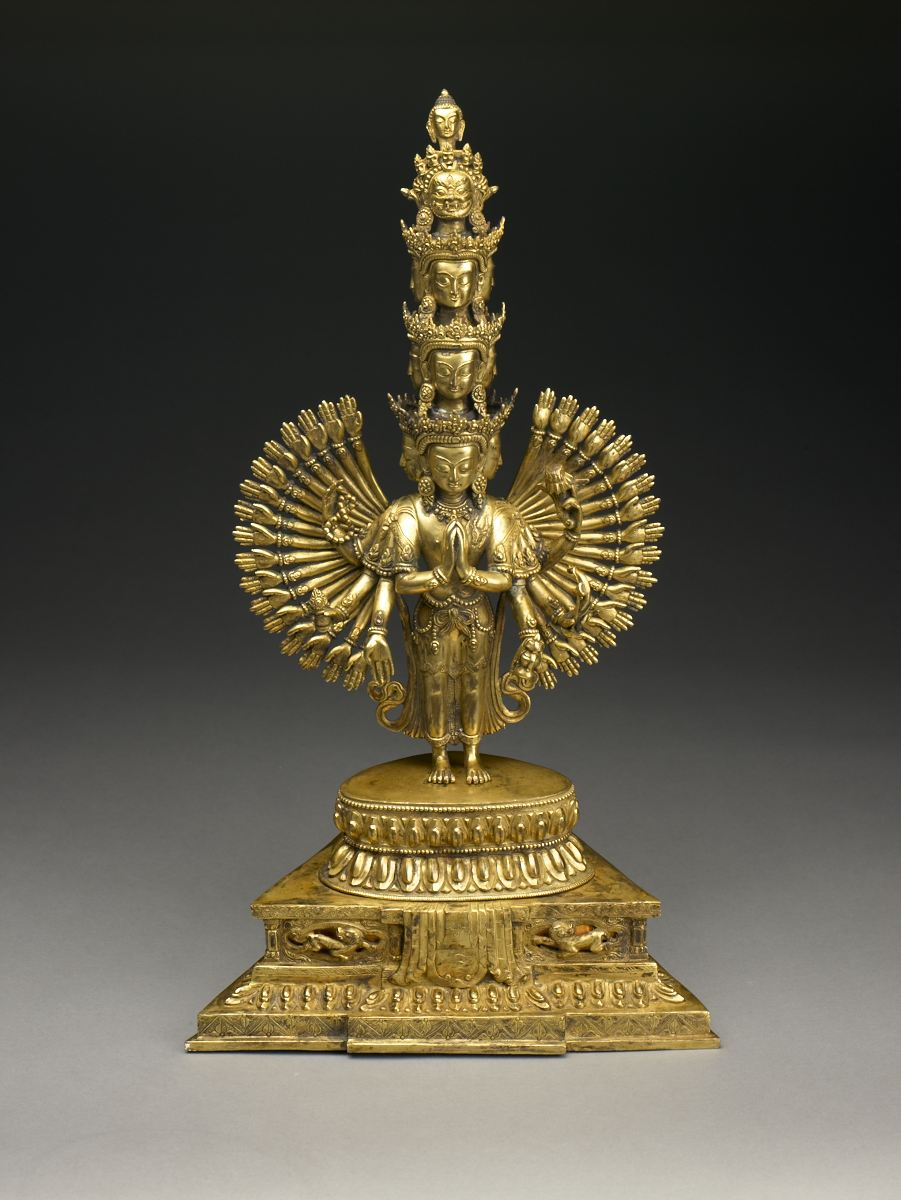
Тысячерукий Авалокитешвара. XVIII в. Музей искусства, Бирмингем. Сино-тибетский стиль.

Тибетская скульптура создавалась из самых разных материалов: прессованной земли (писэ), глины, дерева, камня, металлов, иногда из кости, и покрывалась золотом, украшалась драгоценными камнями, расписывалась красками и узорами. Металлическая скульптура изготавливалась из сплава меди, цинка и латуни в разных процентных соотношениях (в некоторых случаях в сплаве использовалось до пяти и более металлов — для соблюдения правил символики, поскольку каждый металл имел символический смысл). Наряду с круглой скульптурой в Тибете были распространены барельефы, вырезавшиеся из камня.
Тибетская скульптура имела разные размеры: в храмах устанавливались гигантские статуи Будды, а также статуи божеств и святых размером в человеческий рост (они лепились из глины, или вырезались из дерева, затем расписывались художниками и включались в общую систему росписей зала; храмовые скульптуры также отливались из металла); для частных медитаций и молитв изготавливались портативные статуэтки божеств, как правило, из металла или дерева, которые легко и удобно можно было перевозить — эта традиция была завезена в Тибет монахами из государства Палов. Скульптурные изображения божеств были подчинены строгим правилам иконометрии — соотношения пропорций всех частей тела, которые у разных разрядов божеств были разными.
Отдельным и крайне оригинальным тибетским жанром является так называемая масляная скульптура, которая развилась из подношений-торма (её делали буддийским божествам по праздникам). Технология производства такой скульптуры существует до сих пор. Она изготавливается из масла молока яков, которое смешивают с цампой, получая эластичное тесто, в которое добавляют разные натуральные красители и лепят не только фигурки божеств, но даже целые скульптурные композиции. Эта крайне эфемерная скульптура выставляется в храмах зимой и только ночью, так как в другое время она может растаять — она служит символом быстротечности и иллюзорности бытия. Своим видом она напоминает восковые фигуры, а наиболее традиционными её сюжетами являются житие Будды и прибытие в Тибет китайской принцессы Вэньчэнь.
Краткая история.
Несмотря на то, что до принятия буддизма в Тибете существовала местная скульптурная традиция (напр. гробницы ранних тибетских царей украшали скульптуры каменных львов-охранителей), более-менее последовательная её история начинается с приходом буддизма. Царь Сонгцен Гампо (627—649) объединил разрозненные части Тибета в одну империю и ввёл в Тибете буддизм. Он женился на двух принцессах-буддистках — китайской и непальской, каждая из которых привезла с собой статуи буддийских божеств. Одна из них — статуя Будды Шакьямуни сохранилась и до сих пор является самой почитаемой тибетской святыней. К наиболее ранним примерам тибетской скульптуры относится также глиняная расписная статуя Сонгцена Гампо во дворце Потала, в Лхасе, выполненная ок. 830г в реалистическом стиле.
После падения династии Ярлунг (842г) в Тибете наступил долгий период хаоса и междоусобных войн, который закончился только к началу XI века. В это время начался второй период распространения буддизма, который ознаменовался появлением новых буддийских орденов и строительством новых монастырей. В X—XIII веках стиль тибетской скульптуры складывался под сильным влиянием художественной традиции Кашмира и правившей на востоке Индии династии Пала, которая покровительствовала буддизму.
Скульптура западного Тибета демонстрирует большее влияние кашмирских мастеров (напр. бронзовая статуя Будды Шакьямуни из Кливлендского музея искусства, выполненная ок. 1000г, имеющая надпись о принадлежности Нагарадже — сыну Еше О), а скульптура центрального Тибета — влияние мастеров пальских (Будда Майтрейя из монастыря Нартханг, пров. Цанг, выполненная ок. 1093г). Важными художественными центрами были центрально-азиатские княжества, такие как Хотан или Хара-Хото. В некоторых тибетских скульптурах XII—XIII веков видно определённое влияние Хотана, в частности в моделировке одеяний Будды и иных божеств (статуя Будды в главной капелле монастыря Иванг, центральный Тибет, кон. XII в). Кашмир, Тибет и Хотан в этот период имели тесные контакты, и этим объясняется влияние хотанских мастеров.
XIII—XIV века в Тибете были временем доминирования непальского искусства. Западный Тибет большей частью находился под властью непальской династии Касья-Малла, а захватившие Китай монголы во главе с Хубилай Ханом сделали непальское искусство едва ли не официальным стилем своей династии. Тем не менее, в скульптуре центрального Тибета бытовало стилистическое разнообразие, в рамках которого смешивались самые разные художественные элементы и приёмы. Напр. в монастыре Дригунг сохранились крупные статуи Падмасамбхавы и Будды Амитаюс, датируемые XIV веком, в которых индийское изящество и пропорциональность сочетаются с китайского типа драпировкой одежд. От этого периода сохранился целый ряд позолоченных бронзовых статуэток; в некоторых из них исследователи усматривают влияние скульптуры Хотана. В западном Тибете в XIII—XV веках особенно популярным сюжетом, как в живописи, так и в скульптуре, были изображения Пяти Трансцендентных Будд.
В XV—XVI веках тибетская скульптура, особенно металлическая, достигла большей тонкости в исполнении, большего разнообразия орнаментов, украшающих одежду божеств и прочий сопутствующий антураж. В середине XV века в Гьянце был построен храм Кумбум, в котором сохранилась огромная статуя Будды Вайрочаны, выполненная из стукко, расписанная красками и покрытая лаком. В ней сочетаются черты индо-непальского стиля и китайского типа драпировка одежд. В столь же великолепном стиле, как скульптура и живопись монастыря Кумбум, исполнены статуи в храме Пельджор Чоде (Гьянце, пров. Цанг) — их причисляют к лучшему из того, что было создано в тибетской скульптуре. Статуи в этих храмах послужили источником для вдохновения других тибетских мастеров и в дальнейшем имели отклик, как в крупной скульптуре, так и в более мелкой пластике. В XVI веке эту же стилистику можно видеть в выполненной из стукко скульптуре храма Цапаранг в западном Тибете (1-я пол. XVI века). Бронзовые статуэтки божеств в той или иной степени придерживались этого основного направления, разнообразя его небольшими вариациями.
Скульптуру XVII века можно считать пиком мастерства тибетских художников. В лучших примерах она достигла декоративного богатства, изящества форм и тонкости исполнения. В одной скульптуре могли сочетаться металлы разного цвета. Например, тело статуэтки Белой Тары (XVII в, Азиатское общество, Нью-Йорк) выполнено из серебра, а её украшения из золота с полудрагоценными камнями. Конец XVII — нач. XVIII вв. было временем интенсивных контактов Тибета с Китаем, поэтому было очень сильным влияние китайских мастеров, которые сумели непальскую традицию времён династии Юань сочетать с характерно китайской любовью к изящной линии. Некоторые китайские императоры были приверженцами тибетского буддизма Ваджраяны, поэтому в китайском религиозном искусстве был распространён так наз. сино-тибетский стиль, представляющий собой синтез тибетского и китайского искусства. Особенно он проявил себя на востоке Тибета, традиционно близком Китаю. В Монголии, находившейся под духовным покровительством тибетского Далай Ламы, в это время работал выдающийся скульптор Дзанабадзар (1635—1723), создававший превосходные позолоченные статуи, многие из которых сохранились до наших дней.
XVIII—XIX века были продолжением тенденций, заложенных в XV веке в Гьянце и развитых в XVII веке мастерами Тибета, Китая и Монголии. Изготавливались великолепные статуи из позолоченной бронзы и других материалов. Крупные статуи (более 1 м высотой) часто вырезались из дерева, покрывались росписью, золотом и лаком. Особенно реалистично выглядят скульптурные изображения святых-наставников, которые несут в себе явные черты портретного сходства с прототипом. В лучших экземплярах тибетские скульпторы достигают тонкого баланса между реалистичностью в изображении лица и фигуры и декоративностью в передаче складок тканей одежд и узоров, украшающих одежду и всю композицию в целом.

## Живопись
Подобно скульптуре, живопись Тибета также была посвящена изображению божеств буддийского пантеона и выдающихся монахов-наставников. Она очень разнообразна и тематически и стилистически. Кроме изображения божеств и сцен из жития Будды в тибетской живописи существовал портрет, а с XVIII века появились иконы-танка с изображением архитектуры в пейзаже (священные монастыри). В своих начальных стадиях она находились под сильным влиянием индо-буддийской традиции. С XIII века усилилось влияние непальских мастеров. В XV веке в тибетской живописи произошёл синтез индо-непальских и китайских художественных приёмов, что привело к созданию стиля «менри», который стал основой развития тибетской живописи в последующие столетия. В картины стали включаться элементы пейзажа, позаимствованные из традиционной китайской живописи. В XVIII—XX веках в тибетской живописи существовало множество региональных стилей, которые имели как различия, так и некоторые сходные черты.

## Прикладное искусство

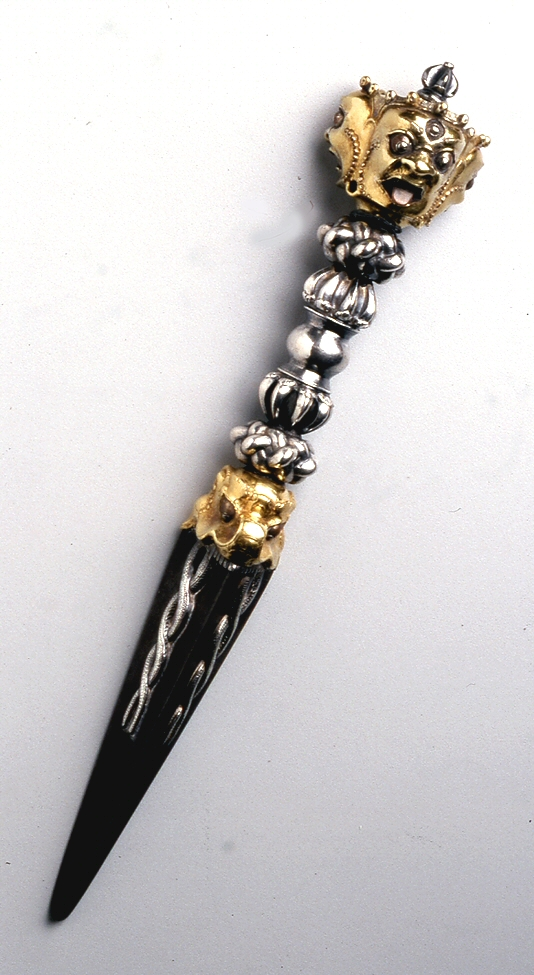
Ритуальный кинжал пхурба. XVI в. Музей искусства Уолтерса, Балтимор

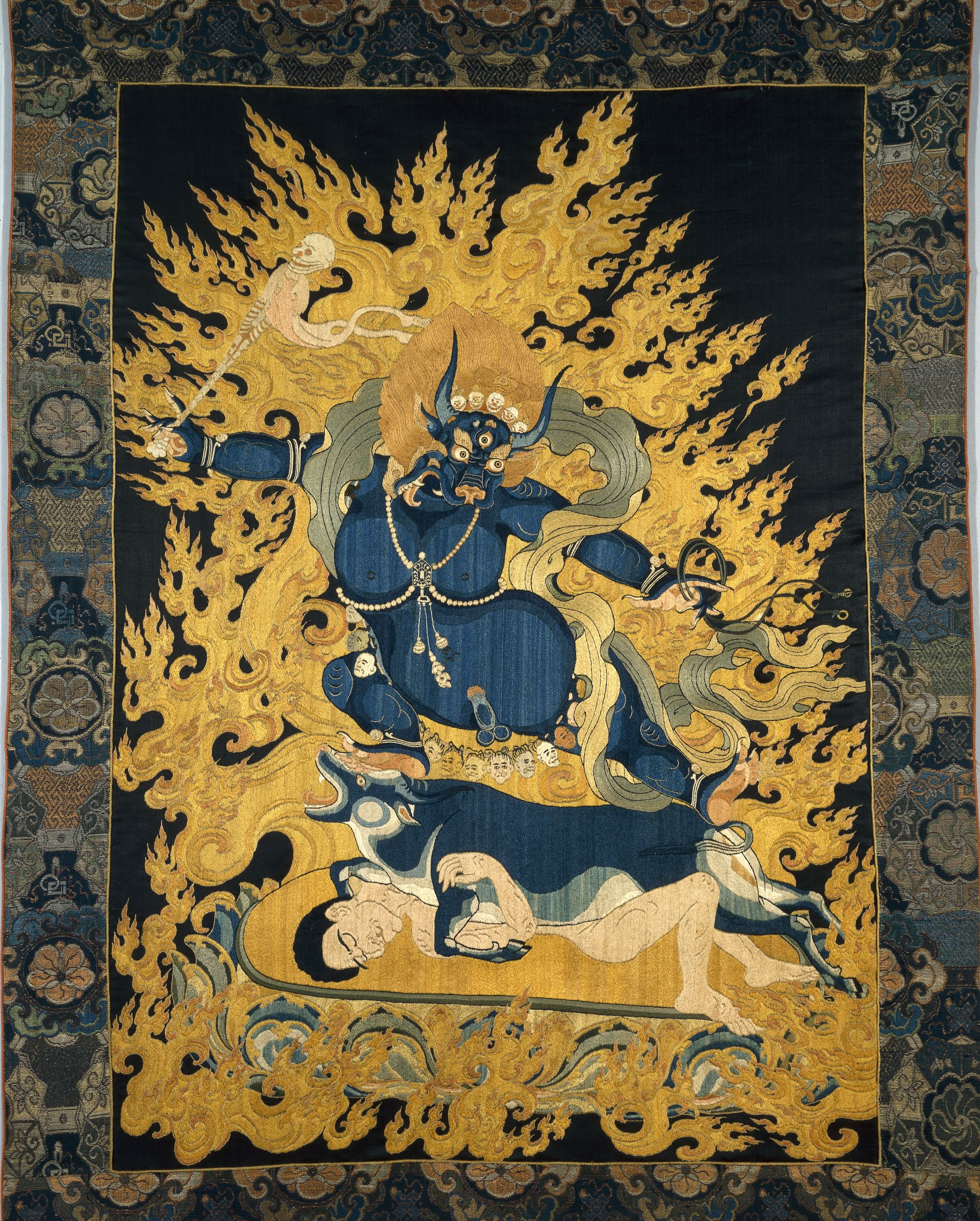
Яма Дхармапала. Вышивка шёлком. Танка XVIII в. Сино-тибетский стиль. Британский музей, Лондон.

Ритуалы тибетского буддизма и религии бон требовали создания разнообразных культовых предметов, используемых в богослужениях. Для их изготовления применяли самые разные материалы: драгоценные металлы (особенно серебро), драгоценные и полудрагоценные камни, дерево, масло из молока яков, глину, бумагу, и даже человеческую кость. Ритуальные кинжалы «пхурба», с помощью которых изгоняли злых духов, обычно делали из железа и позолоченной бронзы. Из этого же материала делали «ваджру» (тиб. «дордже») — буддийский скипетр-символ, который в сочетании с колокольчиками «гханта» символизировал метафизическое соединение мужского и женского начала. Подобный скипетр-символ существует и у адептов религии бон — он называется «юнгдрунг» (санскр. «свастика»).
Буддийские ритуалы требовали множества разных сосудов — их делали из латуни и серебра, украшали горным хрусталём, и полудрагоценными камнями. Для особых ритуалов изготавливались чаши-габала; правила требовали, чтобы для этого использовался человеческий череп. Из человеческой берцовой кости делались и особые музыкальные инструменты, используемые в некоторых обрядах изгнания духов. Другие музыкальные инструменты — трубы и колокольчики делали из бронзы и серебра с позолотой. Особо почитаемым буддистами предметом поклонения является «чортен» — реликварий особой формы, в который заключали какую-либо священную реликвию. Как правило, чортены делали из позолоченной бронзы. Существовали также миниатюрные образы для медитаций — «ца-ца». Их изготавливали из разных твёрдых материалов — бронзы, камня, обожжённой глины и т. д. Все ритуальные предметы тибетские мастера покрывали разнообразными узорами и стилизованными изображениями животных и растений.
Особым видом рукоделия было изготовление икон-танка не с помощью росписи красками, а вышивкой шёлком или путём наложения аппликаций из разноцветных тканей. Это искусство пришло в Тибет из Китая, и было распространено в восточном и центральном Тибете. Сохранившиеся экземпляры таких изделий свидетельствуют, что тибетские мастера достигли высокого уровня в этом искусстве.
В Тибете также было развито ковроткачество. Тибетские ковры делали из овечьей шерсти, выкрашенной натуральными красителями. Традиция производства ковров в Тибете насчитывает по меньшей мере одну тысячу лет.

## Музыка и танцы

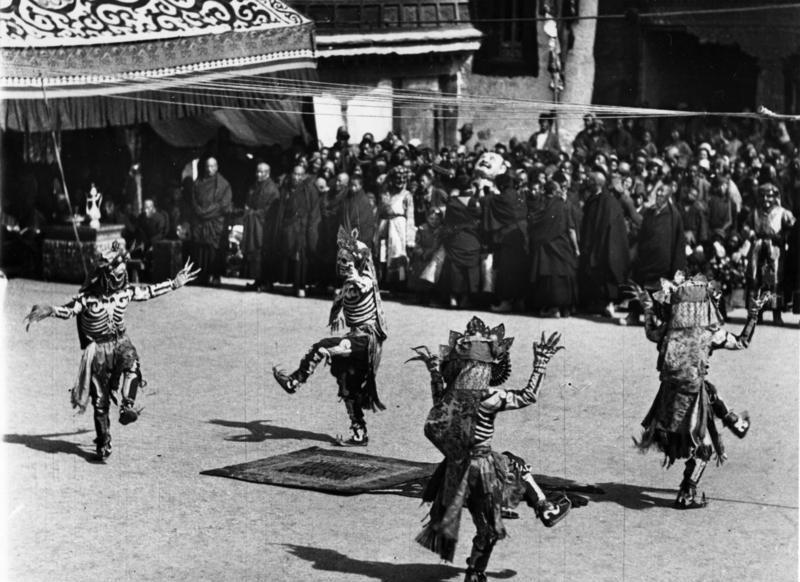
Ритуальное представление во время празднования Лосара. Потала, 1938 год.

Ритуальные тибетские танцы (гар и цам), песни, оперы и оперетты, сюжет которых основан на древних легендах или исторических событиях, исполняются монахами. Представления происходят на открытом воздухе с использованием маск, отличающихся большой экспрессией.
Народные песни и танцы отличаются простотой, воспевают любовь, природную красоту и подвиги предков.
Одна из основных целей созданного Далай-ламой XIV в 1959 году Тибетского института исполнительских искусств (Tibetan Institute of Performing Arts) — сохранение тибетской оперы, музыки и танцев.

## Музеи

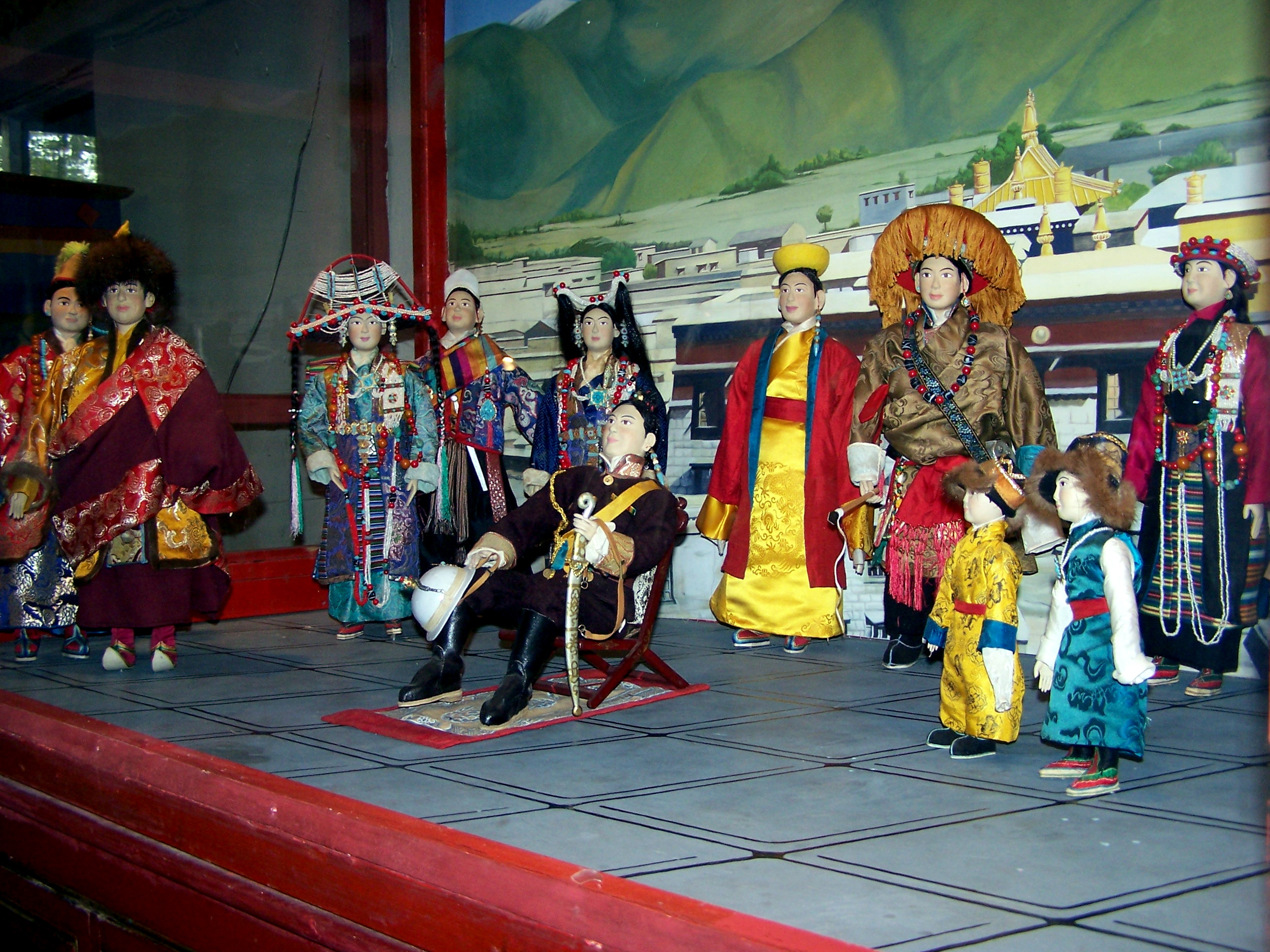
Одна из экспозиций музея кукол в институте Норбулинка, Дхарамсала, Индия

Одна из старейших и лучших в мире галерей экспонатов, посвящённых Тибету, находится в Ньюаркском музее. В Лхасе расположен музей Тибета (en), имеющий постоянную выставку, посвящённую культурной истории Тибета.
Институт тибетологии Намгьял, расположенный в Сиккиме (Индия), имеет одну из самых больших в мире библиотек тибетских текстов, а также музей Тибетской иконографии и религиозного искусства. В состав института Норбулинка, расположенного в Дхарамсале, входят Центр искусств, Академия тибетской культуры, Литературный и культурный исследовательский центр, библиотека, созданные в том числе для обеспечения непрерывного развития искусств Тибета.

## Современное тибетское искусство

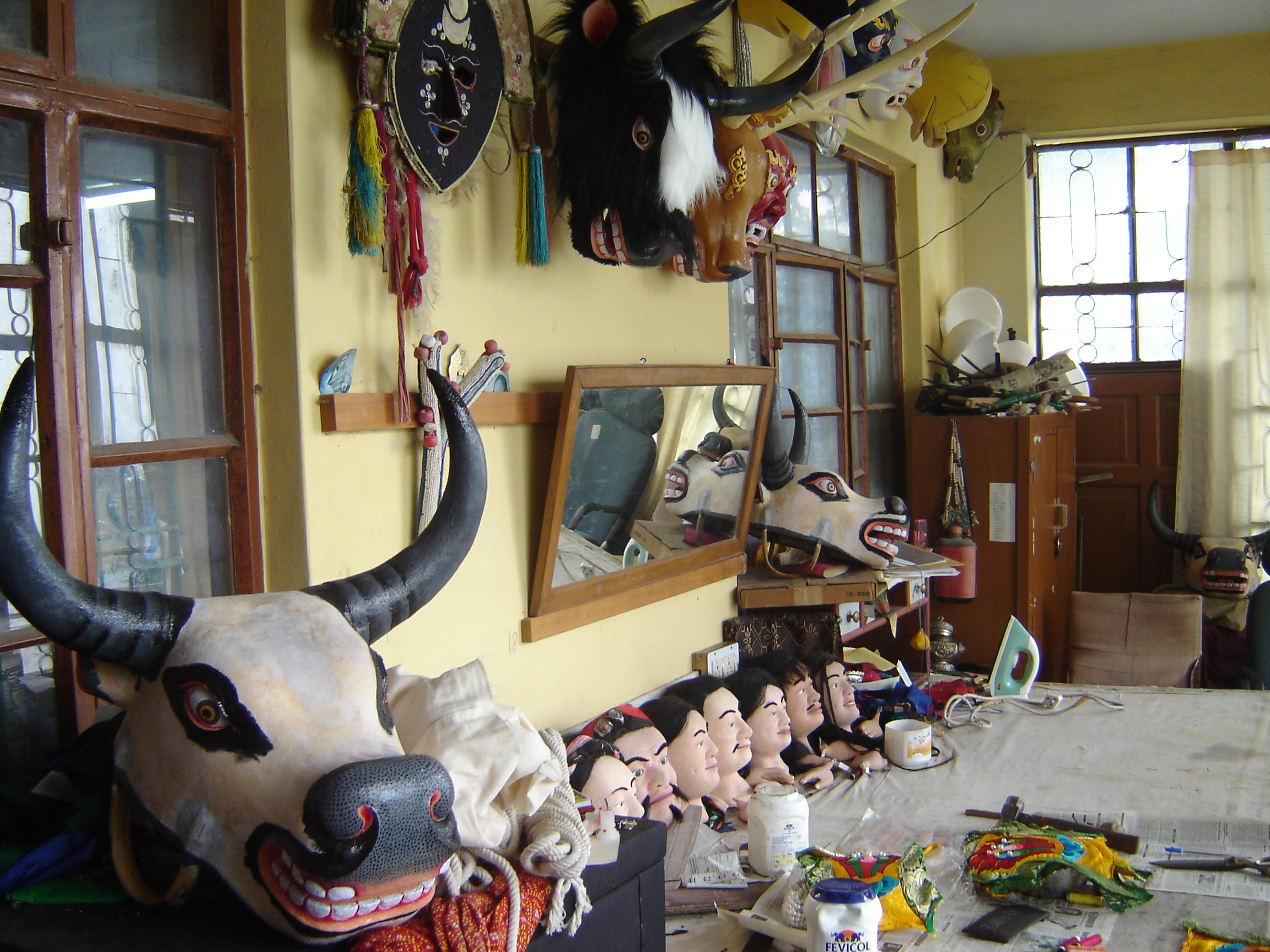
Мастерская в Тибетском институте исполнительских искусств в Дхарамсале, Индия

Обучение традиционным тибетским искусствам производится в нескольких институтах (таких как Норбулинка и Намгьял). Некоторые современные художники и скульпторы (как в изгнании, так и в Тибетском автономном регионе) пытаются модернизировать традиции подчас даже радикальным образом, а также используют современные техники творческого самовыражения, включая фотографию.